# Овчи кърлеж
Овчите кърлежи (Dermacentor marginatus) са вид паякообразни от семейство Иксодови (Ixodidae).
Таксонът е описан за пръв път от Йохан Хайнрих Зулцер през 1776 година.